# Öregrund
Öregrund  é uma localidade sueca da província da Uppland, na região histórica da Svealand. Pertence à comuna de Östhammar, do condado de Uppsala. Está situada no litoral da região de Roslagen, na costa do Mar Báltico, e localizada a 80 quilómetros a nordeste da cidade de Uppsala e a 10 a nordeste de Östhammar. Possui 4,27 quilómetros quadrados e segundo censo de 2018, havia 1 602 habitantes.

A existência de Öregrund está documentada a partir de pelo menos 1461, quando residentes de Östhammar se mudaram a ela. Recebeu foral de cidade (stadsprivilegier) em 1491 e foi incendiada em 1521 pelos dinamarqueses e em 1719 pelos russos. 
Devido à beleza arquitetónica dos seus edifícios em madeira do século XVIII, e às suas instalações balneares, recebe muitos turistas e barcos de recreio nos meses de verão.
O seu porto é o centro da localidade, dispondo de cafés, restaurantes, galerias de arte e lojas de "souvenirs", assim como de uma ligação marítima à vizinha ilha de Gräsö. 